# Umtauschparadoxon
Das Umtauschparadoxon (oder Briefumschlagparadoxon) beschreibt eine spezielle mathematische Situation, bei der das naive Rechnen mit Erwartungswerten, insbesondere die Anwendung des Indifferenzprinzips, zu einem Widerspruch zum gesunden Menschenverstand führt. Es hat Ähnlichkeit mit dem Zwei-Zettel-Spiel und dem Ziegenproblem, dieses hat jedoch einen anderen wahrscheinlichkeitstheoretischen Hintergrund.

## Geschichte
Das Umtauschparadoxon lässt sich zumindest bis 1953 zurückverfolgen und wurde damals in einem Buch des belgischen Mathematikers Maurice Kraitchik sinngemäß folgendermaßen formuliert:

„Zwei gleich wohlhabende Personen treffen einander und wollen die Inhalte ihrer Geldbörsen vergleichen. Keiner weiß, wie viel Geld der andere in der Börse hat. Sie vereinbaren folgendes Spiel: Derjenige, der weniger Geld in der Börse hat, gewinnt den Inhalt der Geldbörse des anderen. Falls beide gleich viel haben sollten, behält jeder sein Geld. Nun könnte einer der beiden folgende Überlegung anstellen: „Angenommen, ich habe den Betrag A in meiner Börse. Dann ist das das Maximum, das ich verlieren kann. Mit Wahrscheinlichkeit 0,5 gewinne ich allerdings und habe danach mehr als 2A. Daher ist das Spiel günstig für mich.“ Der andere könnte allerdings genauso argumentieren. Aus Symmetriegründen muss das Spiel aber fair sein. Worin liegt der Trugschluss dieser Argumentation?“

Martin Gardner verbreitete das Rätsel 1982 in seinem Buch Aha! Gotcha, ebenfalls in der Gestalt eines Geldbörsenspiels. Die heutige Form mit den beiden Briefumschlägen wurde 1989 von Barry Nalebuff formuliert.

## Die Umtauschsituation
Herr Lemke möchte Herrn Schmidt beschenken und gibt ihm zwei Briefumschläge mit den Worten „Ich schenke Ihnen einen dieser Umschläge. In beiden befindet sich ein Geldbetrag, im einen doppelt so viel wie im anderen. Sie dürfen einen Umschlag öffnen und dann entscheiden, welchen der beiden Umschläge Sie nehmen.“
Herr Schmidt öffnet einen zufällig ausgewählten der beiden Umschläge, findet zum Beispiel 100 Euro und überlegt: „Ich habe in diesem Umschlag 100 Euro. Wenn ich tausche, habe ich mit einer Wahrscheinlichkeit von 50 % 200 Euro und mit der gleichen Wahrscheinlichkeit 50 Euro. Dies macht einen Erwartungswert von 125 Euro.“
{\displaystyle 125=0{,}5\cdot 50+0{,}5\cdot 200}
Nach dieser Überlegung würde sich das Tauschen lohnen.

## Das Paradoxon
Die folgende Überlegung führt Herrn Schmidts Rechnung vermeintlich ad absurdum: Wenn die Rechnung von Herrn Schmidt für jeden beliebigen Betrag das Ergebnis lieferte, dass sich Tauschen lohne, so bräuchte er den Umschlag gar nicht zu öffnen, sondern könnte gleich den anderen Umschlag nehmen. Es kann aber nicht sein, dass der andere Umschlag immer besser ist, da ja beide Umschläge vor dem Öffnen offensichtlich gleichwertig sind.

## Die Denkfalle
Eine mögliche Denkfalle besteht darin, dass Herr Schmidt entweder das Indifferenzprinzip oder die bedingte Wahrscheinlichkeit falsch anwendet, also davon ausgeht, dass die 100 Euro mit einer 50-50-Wahrscheinlichkeit den halben oder den doppelten Betrag darstellen. Abhängig von Herrn Lemkes Auswahlverfahren kann das für diesen Betrag richtig sein, jedoch nicht für alle Beträge. Zunächst wird tatsächlich mit einer 50 %-Wahrscheinlichkeit der Umschlag mit dem kleineren oder größeren Betrag geöffnet. Es handelt sich daher entweder um die 50/100- oder um die 100/200-Euro-Kombination. Daraus kann aber nicht geschlossen werden, dass unter der Bedingung, dass 100 Euro gefunden wurden, die Wahrscheinlichkeiten für die beiden Kombinationen gleich sind. Über die Wahrscheinlichkeiten dieser Fälle ist nichts bekannt, und das Indifferenzprinzip ist ausgehend von einem aufgedeckten Betrag {\displaystyle x} auf die Ereignisse „doppelter Betrag“ ({\displaystyle 2x}) und „halber Betrag“ ({\displaystyle {\tfrac {1}{2}}x}) aus grundsätzlichen Erwägungen heraus nicht anwendbar. In der Denkfallen-Sammlung wird das an einigen Rechenbeispielen weiter verdeutlicht.
Hingegen ist es durchaus möglich, dass, ausgehend vom Wert des geöffneten Umschlags, der bedingte Erwartungswert des ungeöffneten Umschlags immer höher ist; dies aber nur, wenn der Erwartungswert des ungeöffneten Umschlags größer als der Erwartungswert des geöffneten Umschlags ist oder wenn beide Erwartungswerte unendlich sind.

## Analyse mit bedingten Wahrscheinlichkeiten
Die Rechnung mit einer 50-50-Wahrscheinlichkeit entspringt also einer unzulässigen Anwendung des Indifferenzprinzips. Die Berechnung des Erwartungswertes kann aber auch bei anderen Wahrscheinlichkeiten zu dem scheinbaren Widerspruch führen, dass ein Tausch immer angezeigt wäre. Um allgemein eine sinnvolle Tauschentscheidung zu treffen, muss sich Herr Schmidt vor Augen halten, dass er bedingte Wahrscheinlichkeiten verwenden muss, wenn er den Betrag im geöffneten Umschlag in seine Rechnung einbezieht. Der folgende Abschnitt enthält eine formale Analyse, ob bei einer gegebenen Wahrscheinlichkeitsverteilung ein Tausch für gewisse Beträge sinnvoll sein kann und ob es überhaupt eine Wahrscheinlichkeitsverteilung geben kann, bei der ein Tausch immer angezeigt ist. Ob diese Wahrscheinlichkeitsverteilung eine subjektive Einschätzung von Herrn Schmidt ist oder ob eine Wahrscheinlichkeitsverteilung der Beträge tatsächlich bekannt ist, ist für die Analyse unwesentlich.
Dazu kann beispielsweise folgende Notation verwendet werden:
- die Zufallsvariable {\displaystyle Z>0} bezeichnet den kleineren Betrag in den Umschlägen (im anderen Umschlag befindet sich dann der Betrag {\displaystyle 2Z}).
- die Zufallsvariable {\displaystyle X} bezeichnet den Betrag, den Herr Schmidt im zuerst geöffneten Briefumschlag findet.
- die Zufallsvariable {\displaystyle Y} bezeichnet den Betrag, der im anderen, noch ungeöffneten Umschlag ist.

Da beide Umschläge mit gleicher Wahrscheinlichkeit gewählt werden, haben {\displaystyle X} und {\displaystyle Y} die gleiche Verteilung, sind aber wegen {\displaystyle X+Y=3Z} voneinander stochastisch abhängig. Für die Erwartungswerte gilt {\displaystyle EX=EY={\tfrac {3}{2}}EZ}. Herr Schmidt will offensichtlich die Erwartung von {\displaystyle Y} berechnen, wenn er {\displaystyle X} kennt, also die bedingte Erwartung {\displaystyle E(Y\mid X)}.

### Diskrete Verteilungen
Zunächst soll der Fall behandelt werden, dass {\displaystyle Z} (und damit auch {\displaystyle X} und {\displaystyle Y}) eine diskrete Verteilung besitzt. In diesem Fall bezeichne {\displaystyle p_{n}=P(Z=n)} die Wahrscheinlichkeit, dass der kleinere Betrag in den Umschlägen gleich {\displaystyle n} ist. Für die Verteilung von {\displaystyle X} und {\displaystyle Y} folgt dann
{\displaystyle P(X=n)=P(Y=n)={\frac {p_{n}}{2}}+{\frac {p_{n/2}}{2}}\,.}
Im diskreten Fall gilt für die gesuchte bedingte Erwartung
{\displaystyle E(Y\mid X=n)=\sum _{j}y_{j}P(Y=y_{j}\mid X=n)\,.}
Die bedingte Wahrscheinlichkeit {\displaystyle P(Y=y_{j}\mid X=n)} ist laut Problemstellung nur dann von Null verschieden, wenn entweder {\displaystyle y_{j}=2n} oder {\displaystyle y_{j}=n/2}. In diesen Fällen gilt für die Wahrscheinlichkeit, dass Herr Schmidt den doppelten Betrag im anderen Briefumschlag findet,
{\displaystyle {\begin{aligned}P\left(Y=2n\mid X=n\right)&=P\left(Z=n\mid X=n\right)\\&={\frac {P\left(Z=n{\text{ und }}X=n\right)}{P\left(X=n\right)}}\\&={\frac {{\frac {1}{2}}P\left(Z=n\right)}{{\frac {P\left(Z=n\right)}{2}}+{\frac {P\left(Z=n/2\right)}{2}}}}\\&={\frac {p_{n}}{p_{n}+p_{n/2}}}.\end{aligned}}}
Die bedingte Wahrscheinlichkeit, dass Herr Schmidt den halben Betrag im anderen Briefumschlag findet, ist gerade komplementär hierzu, also gilt:
{\displaystyle P\left(Y=n/2\mid X=n\right)=1-{\frac {p_{n}}{p_{n}+p_{n/2}}}={\frac {p_{n/2}}{p_{n}+p_{n/2}}}.}
Sofern der Erwartungswert der Verteilung mit den korrekten Wahrscheinlichkeiten existiert, erhielte man
{\displaystyle E:=E(Y\mid X=n)=2n{\frac {p_{n}}{p_{n}+p_{n/2}}}+{\frac {n}{2}}{\frac {p_{n/2}}{p_{n}+p_{n/2}}}={\frac {4p_{n}+p_{n/2}}{2\left(p_{n}+p_{n/2}\right)}}n.}
Zu tauschen würde sich demnach genau dann auszahlen, wenn {\displaystyle E>n} gilt; dies ist genau dann der Fall, wenn {\displaystyle p_{n}>{\tfrac {p_{n/2}}{2}}} gilt. Verteilungen, die diese Bedingung für alle möglichen {\displaystyle n} erfüllen, lassen sich konstruieren, {\displaystyle Z} hat dann aber keinen endlichen Erwartungswert. Für so eine a-priori-Verteilung ist der gegebene Vorteil der Tauschentscheidung für jeden vorgefundenen Wert im geöffneten Umschlag zwar nicht intuitiv, aber nicht paradox.
Natürlich widerspricht die Annahme, dass beliebig hohe Beträge im Umschlag sein können, der praktischen Einschränkung, dass niemand, also auch nicht Herr Lemke, beliebig viel Geld zur Verfügung hat.
Wenn der durchschnittliche Erwartungswert für einen Umschlag endlich ist, kann das obige Ergebnis leicht erweitert werden. Man kann beweisen, dass der durchschnittliche erwartete Gewinn 0 sein muss. Da es sich nun um Summen unendlicher Reihen handelt, kann es hilfreich sein, sich an Zenos Paradoxon der Rennbahn zu erinnern. Um eine bestimmte Distanz zurückzulegen, muss Achilles zuerst die Hälfte dieser Distanz laufen, dann die Hälfte der verbleibenden Distanz, dann die Hälfte davon und so weiter bis ins Unendliche. Die unendliche Folge dieser Intervalle, {\displaystyle {\tfrac {1}{2}},{\tfrac {1}{4}},{\tfrac {1}{8}},\ldots ,\left({\tfrac {1}{2}}\right)^{n},\ldots }, nimmt stetig in Richtung 0 als Grenzwert ab. Eine gegen 0 konvergierende Folge heißt Nullfolge. Per Definition ist die Summe einer unendlichen Reihe der Grenzwert der Folge ihrer Partialsummen, sofern dieser Grenzwert existiert. Mit anderen Worten, die Summe ist die Zahl {\displaystyle L}, so dass für jedes Intervall {\displaystyle \varepsilon }, wie klein es auch sein mag, nach einem bestimmten Punkt in der Folge von Partialsummen alle nachfolgenden Umschläge innerhalb von {\displaystyle \varepsilon } von {\displaystyle L} liegen. Die unendliche Reihe {\displaystyle {\tfrac {1}{2}}+{\tfrac {1}{4}}+{\tfrac {1}{8}}+\ldots +\left({\tfrac {1}{2}}\right)^{n}+\ldots } konvergiert gegen 1. Im Allgemeinen hat eine unendliche Reihe genau dann eine Summe, wenn die Folge ihrer Partialsummen konvergiert.
Der Erwartungswert für den Umschlag ist {\displaystyle E(X)=2^{0}p_{0}+\sum _{n=1}^{\infty }(2^{n}p_{n-1}+2^{n}p_{n})}. Unter der Annahme, dass sie einen endlichen Wert hat, muss es sich also um eine konvergente unendliche Reihe handeln. Die Partialsumme von {\displaystyle E(E(Y\mid X)-X)}, dem durchschnittlichen erwarteten Gewinn bei gegebenem {\displaystyle X}, ist
{\displaystyle {\begin{aligned}&\ 2^{0}p_{0}+\sum _{n=1}^{k}(2^{n}p_{n-1}-2^{n-1}p_{n})\\=&\ 2^{0}p_{0}+\sum _{n=1}^{k}(-2^{n-1}p_{n}+2^{n}p_{n-1})\\=&\ 2^{0}p_{0}-2^{0}p_{0}+2^{1}p_{1}-2^{1}p_{1}+\ldots +2^{k-1}p_{k-1}-2^{k-1}p_{k-1}+2^{k}p_{k}\\=&\ 2^{k}p_{k}\\\end{aligned}}}
Da die Folge der Partialsummen von {\displaystyle E(E(Y\mid X)-X)} ist die Folge {\displaystyle (2^{k}p_{k})}, und es ergibt sich {\displaystyle E(E(Y\mid X)-X)=\lim _{k\to \infty }2^{k}p_{k}}.
Aus der Tatsache, dass {\displaystyle E(X)=2^{0}p_{0}+\sum _{n=1}^{\infty }(2^{n}p_{n-1}+2^{n}p_{n})} konvergiert, folgt, dass auch {\displaystyle 2^{0}p_{0}+\sum _{n=1}^{\infty }2^{n}p_{n}} konvergiert. Daher konvergiert die Folge {\displaystyle (2^{k}p_{k})} für {\displaystyle k\to \infty } gegen 0. Der durchschnittliche erwartete Gewinn {\displaystyle E(E(Y\mid X)-X)} beträgt 0, weil es sich um den Grenzwert dieser Folge handelt.

### Beispiel
Wenn man eine Wahrscheinlichkeitsverteilung annimmt, mit der Herr Lemke das Geld in die Briefumschläge verteilt, lässt sich die Situation sehr gut simulieren. Beispielsweise sei angenommen, er bestimmt den Betrag, indem er einen fairen Würfel wirft. Zeigt der Würfel {\displaystyle k} Augen, so steckt er {\displaystyle 2^{k-1}\cdot 25} Euro in den einen und {\displaystyle 2^{k}\cdot 25} Euro in den anderen Umschlag. Herr Schmidt findet dann mit Wahrscheinlichkeit {\displaystyle {\tfrac {1}{12}}} den Betrag 25 Euro im Umschlag, mit Wahrscheinlichkeit je {\displaystyle {\tfrac {2}{12}}} einen der Beträge 50, 100, 200, 400 oder 800 Euro und wieder mit Wahrscheinlichkeit {\displaystyle {\tfrac {1}{12}}} den Betrag 1600 Euro. Tauscht er nicht, so beträgt der Erwartungswert des Geldgeschenkes also
{\displaystyle {\tfrac {1}{12}}\left(25+2\cdot 50+2\cdot 100+2\cdot 200+2\cdot 400+2\cdot 800+1600\right)=393{,}75{\text{ Euro.}}}
Tauscht Herr Schmidt in jedem Fall, so ändert sich sein Erwartungswert nicht, da er insbesondere auch den Betrag von 1600 Euro tauscht, obwohl er in diesem Fall nichts gewinnen kann. Vermutet Herr Schmidt aber, dass wohl kaum mehr als 1000 Euro im Umschlag sind, und entscheidet sich daher, dann und nur dann zu tauschen, wenn höchstens 500 Euro im Umschlag sind, so ändern sich die Wahrscheinlichkeiten: Nach dem Tausch hat Herr Schmidt dann weiterhin mit Wahrscheinlichkeit {\displaystyle {\tfrac {1}{12}}} den Betrag 25 Euro im Umschlag, ebenso mit Wahrscheinlichkeit je {\displaystyle {\tfrac {2}{12}}} einen der Beträge 50, 100 oder 200 Euro, den Betrag von 400 Euro allerdings nur noch mit Wahrscheinlichkeit {\displaystyle {\tfrac {1}{12}}} (da Herr Schmidt bei 800 Euro nicht mehr tauscht), dafür aber mit Wahrscheinlichkeit {\displaystyle {\tfrac {3}{12}}} den Betrag von 800 Euro und wieder mit Wahrscheinlichkeit {\displaystyle {\tfrac {1}{12}}} den Betrag 1600 Euro. Der Erwartungswert des Geldgeschenkes ist nun also
{\displaystyle {\frac {1}{12}}\left(25+2\cdot 50+2\cdot 100+2\cdot 200+1\cdot 400+3\cdot 800+1600\right)=427{,}08{\text{ Euro.}}}
Schätzt Herr Schmidt die Situation besser ein und beschließt, erst ab 1000 Euro aufs Tauschen zu verzichten, kann er den Erwartungswert sogar auf 460,62 Euro erhöhen; wird er aber zu gierig und tauscht beispielsweise bis zu 2000 Euro, so fällt er wieder auf den Ausgangswert 393,75 Euro zurück.
Für Herrn Schmidt ist es natürlich schwierig, Herrn Lemke richtig einzuschätzen; wesentlich ist aber, dass das Paradoxon verschwindet, sobald man irgendeine konkrete Wahrscheinlichkeitsverteilung annimmt. Je nach Tauschstrategie von Herrn Schmidt ändert sich der Erwartungswert des Geldgeschenks; die Strategie „Tausche immer“ ist aber gleich gut (oder schlecht) wie die Strategie „Tausche nie“.

### Stetige Verteilungen
Im Falle, dass der kleinere Geldbetrag {\displaystyle Z} (und damit auch {\displaystyle X} und {\displaystyle Y}) eine stetige Verteilung besitzt, ergeben sich im Wesentlichen qualitativ die gleichen Ergebnisse, allerdings können die obigen Formeln für den diskreten Fall nicht einfach analog übernommen werden.
Außerdem muss beachtet werden, dass im stetigen Fall das bedingende Ereignis {\displaystyle \{X=x\}} für alle {\displaystyle x} die Wahrscheinlichkeit null hat, so dass nicht mehr die elementaren Definitionen für die bedingte Wahrscheinlichkeit und den bedingten Erwartungswert verwendet werden können, sondern abstraktere Versionen benutzt werden müssen.
Es bezeichne {\displaystyle f} die Dichtefunktion von {\displaystyle Z}. Die Variablen {\displaystyle X} und {\displaystyle Y} haben dann beide die gleiche Dichte {\displaystyle g} und es gilt
{\displaystyle g(x)={\frac {1}{2}}f(x)+{\frac {1}{4}}f\left({\frac {x}{2}}\right)\,.}
Im Vergleich zum diskreten Fall erscheint vielleicht der Faktor {\displaystyle {\tfrac {1}{4}}} zunächst überraschend. Allerdings wäre die durch den „analog“ gebildeten Ausdruck {\displaystyle {\tilde {g}}(x):={\tfrac {1}{2}}f(x)+{\tfrac {1}{2}}f(x/2)} definierte Funktion nicht einmal eine Wahrscheinlichkeitsdichte. Die korrekte Formel erhält man beispielsweise durch Betrachten der Verteilungsfunktionen {\displaystyle F(x)=P(Z\leq x)} und {\displaystyle G(x)=P(X\leq x)}. Da die Auswahl der Umschläge mit gleicher Wahrscheinlichkeit und unabhängig von {\displaystyle Z} erfolgt, gilt
{\displaystyle P(X\leq x)={\frac {1}{2}}P(Z\leq x)+{\frac {1}{2}}P(2Z\leq x)\,,}
also
{\displaystyle G(x)={\frac {1}{2}}F(x)+{\frac {1}{2}}F(x/2)\,.}
Differenzieren nach {\displaystyle x} ergibt wegen {\displaystyle G'(x)=g(x)} und {\displaystyle F'(x)=f(x)} obige Formel für {\displaystyle g}.
Als bedingte Wahrscheinlichkeit, dass Herr Schmidt im anderen Umschlag den doppelten Betrag findet, kann nun
{\displaystyle P(Y=2x\mid X=x)={\frac {2f(x)}{2f(x)+f(x/2)}}}
und entsprechend für den anderen Fall
{\displaystyle P(Y=x/2\mid X=x)=1-{\frac {2f(x)}{2f(x)+f(x/2)}}={\frac {f(x/2)}{2f(x)+f(x/2)}}}
gesetzt werden.
Damit erhält man
{\displaystyle E(Y\mid X=x)=2x{\frac {2f(x)}{2f(x)+f(x/2)}}+{\frac {x}{2}}\cdot {\frac {f(x/2)}{2f(x)+f(x/2)}}={\frac {8f(x)+f(x/2)}{4f(x)+2f(x/2)}}\cdot x\,.}
als mögliche Version des bedingten Erwartungswerts.
Somit gilt {\displaystyle E(Y\mid X=x)>x} genau dann, wenn {\displaystyle f(x)>{\tfrac {1}{4}}f(x/2)} ist.
Wird beispielsweise für {\displaystyle Z} eine stetige Gleichverteilung auf dem Intervall {\displaystyle [25,800]} angenommen, so ergibt sich
{\displaystyle E(Y\mid X=x)={\begin{cases}2x&{\mbox{für}}\quad 25\leq x<50,\\{\frac {3}{2}}x&{\mbox{für}}\quad 50\leq x\leq 800,\\{\frac {x}{2}}&{\mbox{für}}\quad 800<x\leq 1600.\end{cases}}}
Der erste und der dritte Fall sind anschaulich klar: Wenn im geöffneten Umschlag weniger als 50 Euro sind, muss es sich um den kleineren der beiden Beträge handeln, bei mehr als 800 Euro um den größeren. Im mittleren Fall ist hingegen ein Vergleich mit dem diskreten Fall interessant, denn eine diskrete Gleichverteilung von {\displaystyle Z} auf der Menge {\displaystyle \{25,26,27,\ldots ,800\}} ergibt in diesem Bereich nur {\displaystyle {\tfrac {5}{4}}x} für gerades {\displaystyle x}, aber {\displaystyle 2x} für ungerades {\displaystyle x} als bedingten Erwartungswert.
Es existieren auch stetige Verteilungen, so dass formal {\displaystyle E(Y\mid X=x)>x} für alle {\displaystyle x} gilt. Wie im diskreten Fall hat dann {\displaystyle Z} jedoch keinen endlichen Erwartungswert. Ein Beispiel ist die Verteilung von {\displaystyle Z} mit der Dichte {\displaystyle f(z)={\tfrac {1}{2z^{3/2}}}} für {\displaystyle z\geq 1} (und {\displaystyle f(z)=0} sonst). Hier gilt formal für alle {\displaystyle x\geq 2}
{\displaystyle E(Y\mid X=x)=\left({\frac {3}{2}}{\sqrt {2}}-1\right)\cdot x\approx 1{,}121x\,.}

### Die Formel vom totalen Erwartungswert
Der diskrete Fall kann durch die Formel vom totalen Erwartungswert anschaulich erklärt werden. Hierzu wird die Ausgangssituation leicht verallgemeinert. Es wird vorab nur angenommen, dass die beiden Umschläge über einen Zufallsprozess simultan mit Geld gefüllt werden und dass einer der beiden Umschläge danach ausgewählt und geöffnet wird. Dazu wird die Notation leicht verändert:
- der diskrete Zufallsvektor {\displaystyle Z=(Z_{1},Z_{2})} bezeichnet die Geldbeträge, die sich in den beiden Umschlägen befinden.
- die Zufallsvariable {\displaystyle X} bezeichnet den Betrag im geöffneten Umschlag, die Zufallsvariable {\displaystyle Y} den Betrag im anderen, nicht geöffneten Umschlag.
- {\displaystyle p_{1}} und {\displaystyle p_{2}} sind die Wahrscheinlichkeiten, dass der erste bzw. der zweite Umschlag geöffnet wird.

Es soll {\displaystyle Z_{1}>0} und {\displaystyle Z_{2}>0} sein und die Erwartungswerte {\displaystyle \operatorname {E} (Z_{1})} und {\displaystyle \operatorname {E} (Z_{2})} sollen existieren.
Dann berechnen sich die Erwartungswerte von {\displaystyle X} und {\displaystyle Y} zu:
{\displaystyle \operatorname {E} (X)=\operatorname {E} (Z_{1})\cdot p_{1}+\operatorname {E} (Z_{2})\cdot p_{2}\quad {\text{und}}\quad \operatorname {E} (Y)=\operatorname {E} (Z_{1})\cdot p_{2}+\operatorname {E} (Z_{2})\cdot p_{1}}
Zuerst wird angenommen, dass der geöffnete Umschlag zufällig auswählt wird. Dann gilt {\displaystyle p_{1}=p_{2}={\tfrac {1}{2}}} und beide Erwartungswerte sind gleich:
{\displaystyle \operatorname {E} (X)={\frac {\operatorname {E} (Z_{1})+\operatorname {E} (Z_{2})}{2}}=\operatorname {E} (Y)}
Die sich durch die zufällige Auswahl der Umschläge ergebenden Wahrscheinlichkeitsverteilungen von {\displaystyle X} und {\displaystyle Y} können immer durch eine Änderung der Verteilung von {\displaystyle Z=(Z_{1},Z_{2})} erreicht werden.
Deshalb kann für die folgenden Überlegungen o. B. d. A. {\displaystyle p_{1}=1} und {\displaystyle p_{2}=0} angenommen werden. Es wird also immer der erste Umschlag geöffnet und es ist {\displaystyle X=Z_{1}}, {\displaystyle Y=Z_{2}} und somit {\displaystyle Z=(X,Y)}.
Nun wird angenommen, dass für jeden möglichen Geldbetrag im geöffneten Umschlag der bedingte Erwartungswert des anderen Umschlags immer größer ist:
{\displaystyle \operatorname {E} (Y\mid X=x_{i})>x_{i}\quad {\text{falls}}\quad \operatorname {P} (X=x_{i})>0}
Dieses ergibt sich automatisch, wenn man annimmt, dass der andere Umschlag stets den halben oder den doppelten Betrag enthält und dass die bedingten Wahrscheinlichkeiten für beide Ereignismöglichkeiten immer gleichverteilt sind:
{\displaystyle \operatorname {P} (Y={\tfrac {1}{2}}x_{i}\mid X=x_{i})={\tfrac {1}{2}}\quad {\text{und}}\quad \operatorname {P} (Y=2x_{i}\mid X=x_{i})={\tfrac {1}{2}}}
Denn dann berechnet sich der bedingte Erwartungswert des anderen Umschlags zu:
{\displaystyle \operatorname {E} (Y\mid X=x_{i})={\tfrac {1}{2}}x_{i}\cdot {\tfrac {1}{2}}+2x_{i}\cdot {\tfrac {1}{2}}={\tfrac {5}{4}}x_{i}>x_{i}}
Aus der Formel vom totalen Erwartungswert folgt nun:
{\displaystyle \operatorname {E} (Y)=\sum _{x_{i}}{\operatorname {E} (Y\mid X=x_{i})\operatorname {P} (X=x_{i})}>\sum _{x_{i}}{x_{i}\operatorname {P} (X=x_{i})}=\operatorname {E} (X)}
Zuletzt wird angenommen, dass für jeden möglichen Geldbetrag im anderen Umschlag der bedingte Erwartungswert des geöffneten Umschlags immer größer ist:
{\displaystyle \operatorname {E} (X\mid Y=y_{j})>y_{j}\quad {\text{falls}}\quad \operatorname {P} (Y=y_{j})>0}
Dieses ergibt sich automatisch, wenn man annimmt, dass der geöffnete Umschlag stets den halben oder den doppelten Betrag enthält und dass die bedingten Wahrscheinlichkeiten für beide Ereignismöglichkeiten immer gleichverteilt sind:
{\displaystyle \operatorname {P} (X={\tfrac {1}{2}}y_{j}\mid Y=y_{j})={\tfrac {1}{2}}\quad {\text{und}}\quad \operatorname {P} (X=2y_{j}\mid Y=y_{j})={\tfrac {1}{2}}}
Denn dann berechnet sich der bedingte Erwartungswert des geöffneten Umschlags zu:
{\displaystyle \operatorname {E} (X\mid Y=y_{j})={\tfrac {1}{2}}y_{j}\cdot {\tfrac {1}{2}}+2y_{j}\cdot {\tfrac {1}{2}}={\tfrac {5}{4}}y_{j}>y_{j}}
Aus der Formel vom totalen Erwartungswert folgt nun völlig analog:
{\displaystyle \operatorname {E} (X)=\sum _{y_{j}}{\operatorname {E} (X\mid Y=y_{j})\operatorname {P} (Y=y_{j})}>\sum _{y_{j}}{y_{j}\operatorname {P} (Y=y_{j})}=\operatorname {E} (Y)}
Das Umtauschparadoxon lebt einzig und allein von der Tatsache, dass diese drei Annahmen nicht miteinander verträglich sind:
- Nimmt man an, dass der geöffnete Umschlag zufällig auswählt wird, dann muss {\displaystyle \operatorname {E} (X)=\operatorname {E} (Y)} sein.
- Nimmt man an, dass der bedingte Erwartungswert des anderen Umschlags immer größer als der Geldbetrag im geöffneten Umschlag ist, dann muss {\displaystyle \operatorname {E} (Y)>\operatorname {E} (X)} sein.
- Nimmt man an, dass der bedingte Erwartungswert des geöffneten Umschlags immer größer als der Geldbetrag im anderen Umschlag ist, dann muss {\displaystyle \operatorname {E} (X)>\operatorname {E} (Y)} sein.

Das Prinzip vom unzureichenden Grund bietet jedoch eine Lösung für dieses Problem an.
Es besagt ja nur, dass ohne Vorliegen weiterer Informationen eine diskrete Gleichverteilung für die unbekannten Eintrittswahrscheinlichkeiten anzusetzen sei.
Es gibt jedoch einen Grund, nicht die Gleichverteilung anzusetzen, wenn man schon die Information hat, dass der geöffnete Umschlag zufällig auswählt wird und dass somit {\displaystyle \operatorname {E} (X)=\operatorname {E} (Y)} ist:
Um nicht in den Widerspruch zu geraten, dass auch {\displaystyle \operatorname {E} (Y)>\operatorname {E} (X)} oder {\displaystyle \operatorname {E} (X)>\operatorname {E} (Y)} ist.
Nimmt man anstelle der Gleichverteilung an, dass die bedingte Wahrscheinlichkeit für den kleineren Geldbetrag immer doppelt so groß wie für den größeren Geldbetrag ist, ergibt sich dieser Widerspruch nicht, denn aus
{\displaystyle \operatorname {P} (Y={\tfrac {1}{2}}x_{i}\mid X=x_{i})={\tfrac {2}{3}}\quad {\text{und}}\quad \operatorname {P} (Y=2x_{i}\mid X=x_{i})={\tfrac {1}{3}}}
folgt stets
{\displaystyle \operatorname {E} (Y\mid X=x_{i})={\tfrac {1}{2}}x_{i}\cdot {\tfrac {2}{3}}+2x_{i}\cdot {\tfrac {1}{3}}=x_{i}}
und somit auch
{\displaystyle \operatorname {E} (Y)=\operatorname {E} (X)}.
Genauso ergibt sich aus
{\displaystyle \operatorname {P} (X={\tfrac {1}{2}}y_{j}\mid Y=y_{j})={\tfrac {2}{3}}\quad {\text{und}}\quad \operatorname {P} (X=2y_{j}\mid Y=y_{j})={\tfrac {1}{3}}}
stets
{\displaystyle \operatorname {E} (X\mid Y=y_{j})={\tfrac {1}{2}}y_{j}\cdot {\tfrac {2}{3}}+2y_{j}\cdot {\tfrac {1}{3}}=y_{j}}
und ebenfalls
{\displaystyle \operatorname {E} (X)=\operatorname {E} (Y)}.
Ein einfaches Beispiel illustriert, wie sehr man mit der scheinbar plausiblen Annahme einer Gleichverteilung bei den bedingten Wahrscheinlichkeiten danebenliegen kann.
Dazu werden die Umschläge immer mit 100 und 200 Euro befüllt.
Es wird also eine bivariate Zweipunktverteilung von {\displaystyle Z=(X,Y)} angenommen:
{\displaystyle \operatorname {P} (Z=(100,200))=\operatorname {P} (X=100,Y=200)={\tfrac {1}{2}}}
{\displaystyle \operatorname {P} (Z=(200,100))=\operatorname {P} (X=200,Y=100)={\tfrac {1}{2}}}
Dann ergeben sich die folgenden bedingten Wahrscheinlichkeiten:
{\displaystyle \operatorname {P} (Y=50\mid X=100)=0\quad {\text{und}}\quad \operatorname {P} (X=50\mid Y=100)=0}
{\displaystyle \operatorname {P} (Y=200\mid X=100)=1\quad {\text{und}}\quad \operatorname {P} (X=200\mid Y=100)=1}
{\displaystyle \operatorname {P} (Y=100\mid X=200)=1\quad {\text{und}}\quad \operatorname {P} (X=100\mid Y=200)=1}
{\displaystyle \operatorname {P} (Y=400\mid X=200)=0\quad {\text{und}}\quad \operatorname {P} (X=400\mid Y=200)=0}
Von der angenommenen Gleichverteilung sind diese bedingten Wahrscheinlichkeiten meilenweit entfernt.

## Anwendung des Zwei-Zettel-Spiels
In den obigen Beispielen wurde angenommen, dass bekannt ist, nach welchem Prinzip die Geldbeträge verteilt sind. Unter dieser Annahme lassen sich leicht Gewinnstrategien angeben. Die Problemformulierung enthält aber keine Information über die Verteilung. Es gibt allerdings auch eine allgemeine Gewinnstrategie für Herrn Schmidt, die diese Annahme nicht benötigt. Diese Strategie besteht darin, dass Herr Schmidt, bevor er den Umschlag öffnet, eine Zufallszahl S wählt. Die Wahrscheinlichkeitsverteilung von S muss dabei eine Dichte haben, die zwischen 0 und unendlich echt größer 0 ist, ist ansonsten aber beliebig. Dann öffnet er den Umschlag und findet den Betrag n. Ist der gefundene Betrag n kleiner gleich S, so tauscht er den Umschlag; ist der Betrag n größer als S, so behält er den Umschlag. Diese Strategie geht auf Thomas M. Cover zurück. Wie im Artikel Zwei-Zettel-Spiel erklärt, erhöht er so theoretisch seine Chancen, den größeren Betrag zu erhalten.
Angenommen, Herr Schmidt entschließt sich, das Zwei-Zettel-Spiel anzuwenden. Enthalten die Briefumschläge die Beträge {\displaystyle Z} und {\displaystyle 2Z} und öffnet Herr Schmidt zuerst den Umschlag mit Inhalt {\displaystyle Z}, so wechselt er, falls {\displaystyle S\geq Z}. Die bedingte Erwartung seines Gewinns beträgt dann
{\displaystyle {\begin{aligned}E_{Z;Z}&=P(S\geq Z)\cdot 2Z+P(S<Z)\cdot Z\\&=P(S\geq Z)\cdot 2Z+\left(1-P(S\geq Z)\right)\cdot Z\\&=Z\left(1+P(S\geq Z)\right).\end{aligned}}}
Öffnet er zuerst den Umschlag mit Inhalt {\displaystyle 2Z}, so wechselt er, falls {\displaystyle S\geq 2Z}. Die bedingte Erwartung seines Gewinns beträgt dann
{\displaystyle {\begin{aligned}E_{2Z;Z}&=P(S\geq 2Z)\cdot Z+P(S<2Z)\cdot 2Z\\&=P(S\geq 2Z)\cdot Z+\left(1-P(S\geq 2Z)\right)\cdot 2Z\\&=Z\left(2-P(S\geq 2Z)\right).\end{aligned}}}
Insgesamt beträgt die bedingte Erwartung bei fixen Inhalten, aber vor der Wahl des ersten Umschlags
{\displaystyle {\begin{aligned}E_{Z}&={\frac {E_{Z;Z}+E_{2Z;Z}}{2}}\\&={\frac {3}{2}}Z+{\frac {Z}{2}}{\Big (}P(S\geq Z)-P(S\geq 2Z){\Big )}\\&={\frac {3}{2}}Z+{\frac {Z}{2}}P(Z\leq S<2Z).\end{aligned}}}
Tauscht er immer oder tauscht er nie, beträgt sein Erwartungswert
{\displaystyle {\frac {Z+2Z}{2}}={\frac {3}{2}}Z.}
Bei Anwendung des Zwei-Zettel-Spieles ist der Erwartungswert also um
{\displaystyle {\frac {Z}{2}}P(Z\leq S<2Z)}
höher als bei der „Tausche-nie“ oder „Tausche-immer“-Vorgangsweise.

### Beispiel
Für {\displaystyle S} wählt Herr Schmidt beispielsweise eine Zufallsvariable S, die exponentialverteilt mit Erwartungswert 1000 ist, also {\displaystyle P(S\geq s)=\exp(-s/1000)}. Falls die Geldbeträge wie im oben angegebenen Beispiel auf der Menge {\displaystyle \{25,50,100,200,400,800\}} gleichverteilt sind, ergibt sich insgesamt folgender Erwartungswert des Geldgeschenkes:
|       | {\displaystyle Z} | {\displaystyle 2Z} | {\displaystyle p_{Z}} | {\displaystyle P(S\geq Z)} | {\displaystyle E_{Z;Z}} | {\displaystyle P(S\geq 2Z)} | {\displaystyle E_{2Z;Z}} | {\displaystyle E_{Z}} | {\displaystyle 3Z/2} | {\displaystyle p_{Z}\cdot E_{Z}} |
| ----- | ----------------- | ------------------ | --------------------- | -------------------------- | ----------------------- | --------------------------- | ------------------------ | --------------------- | -------------------- | -------------------------------- |
|       | 25                | 50                 | 1/6                   | 0,975                      | 49,382                  | 0,951                       | 26,219                   | 37,801                | 37,5                 | 6,300                            |
|       | 50                | 100                | 1/6                   | 0,951                      | 97,561                  | 0,904                       | 54,758                   | 76,160                | 75,0                 | 12,693                           |
|       | 100               | 200                | 1/6                   | 0,904                      | 190,484                 | 0,819                       | 118,127                  | 154,305               | 150,0                | 25,718                           |
|       | 200               | 400                | 1/6                   | 0,819                      | 363,746                 | 0,670                       | 265,936                  | 314,841               | 300,0                | 52,473                           |
|       | 400               | 800                | 1/6                   | 0,670                      | 688,128                 | 0,449                       | 620,268                  | 644,198               | 600,0                | 107,366                          |
|       | 800               | 1600               | 1/6                   | 0,449                      | 1159,463                | 0,202                       | 1438,483                 | 1298,973              | 1200,0               | 216,496                          |
| Summe |                   |                    | 1                     |                            |                         |                             |                          |                       |                      | 421,046                          |

Der Erwartungswert des Geldgeschenkes beträgt bei dieser Vorgangsweise also 421,046 Euro. Das ist zwar weniger als bei der optimalen Strategie (tausche bei weniger als 1000 Euro), bei der der Erwartungswert 460,62 Euro beträgt; aber jedenfalls mehr als bei der „Tausche-nie“ oder „Tausche-immer“-Vorgangsweise, bei der der Erwartungswert 393,75 Euro beträgt. Wie aus der Tabelle ersichtlich, ist in jeder Zeile {\displaystyle E_{Z}} größer als {\displaystyle \textstyle {\frac {3}{2}}Z}. Der genaue Erwartungswert hängt natürlich stark von der Wahl der Verteilung von {\displaystyle S} ab, ist aber immer größer als bei der „Tausche-nie“ oder „Tausche-immer“-Vorgangsweise.